# 4369 Seifert
A 4369 Seifert (ideiglenes jelöléssel 1982 OR) a Naprendszer kisbolygóövében található aszteroida. Ladislav Brožek fedezte fel 1982. július 30-án.